# Beyens (Spaanse familie)

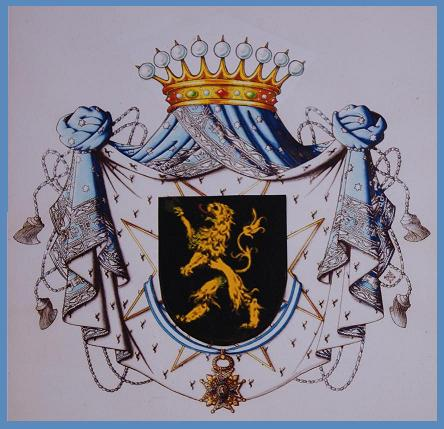
Wapen van Don Lorenzo Beyens y Huwin, graaf van Villamar, Burggraaf van San Lorenzo en Ridder in de Orde van Karel III

De broers Josse Beyens en Cornelio Beyens, geboren respectievelijk in 1666 en 1672 in een handelaarsfamilie in Merksem bij Antwerpen, vestigden zich in Cádiz (Spanje) op het einde van de zeventiende eeuw. 

## Origine
De naam Beyens was verbonden met de parochie van Sint Bartholomeus in Merksem. De naam komt bij herhaling voor in de archieven van de parochie. In de 17de eeuw treft men er Lucia Beyens aan, die getrouwd was met Thomas Bogaerts. Allebei schreven ze hun testament op 5 mei 1653. Er was ook een Joannes Beyens, koster van de parochie en schoolmeester van 1673 tot 1695. Joos Beyens was er wagenmaker tussen 1681 en 1703.
Jozef Beyens werd gedoopt in Merksem op 17 april 1639. Hij was de zoon van Jan Beyens en Petronella van Beren.  Op 19 juli 1662 trouwde hij met Anna Torrekens in Wijnegem en ze kregen drie kinderen: Anna, José en Cornelio Beyens. Jozef Beyens stierf in Merksem op 8 februari 1698. 

## Kooplui in Cádiz
Cornelio Beyens werd geboren in Merksem in 1672 en overleed in Cádiz in 1736 of 1737. In 1693 verliet hij het Antwerpse en verbleef gedurende twee jaar in Madrid. Voordien al was hij in contact met de Brugse handelaarsfamilie Huwijn in Brugge, die een comptoir had in Cádiz.  In 1695 verhuisde hij naar deze stad en op 3 mei 1699 trouwde hij er met María Bruggemans.
Cornelio Beyens en zijn oudere broer Josse of José behoorden weldra tot de vooraanstaande handelaarsfamilies in Cádiz. Cornelio werd er consul van de Vlaamse Natie.

## Adel
De zonen van Cornelio, Lorenzo, Rafael en Alejandro Beyens lieten hun adel 'erkennen' door de Koninklijke Kanselarij in Granada op 8 augustus 1766, op basis van een vervalste genealogie die was goedgekeurd door de heraldische diensten in Brussel, waarbij ze erkend werden als afstammelingen van de adellijke familie Beyens de Grambais. De koning van Spanje, Fernando VI erkende dat de familie Cornelio Beyens-Bruggemans van adel was. Dit was gebaseerd op een affidavit in Brabant afgeleverd op 21 december 1754, door de Wapenkoningen en een week later goedgekeurd door de Raad van State in Brussel. Hierbij werd verwezen naar verschillende leden van de familie Beyens de Grambais die adelverlenende bedieningen hadden uitgeoefend. Dit was een usurpatie vanwege de nazaten van de bescheiden familie Beyens uit Merksem. De wapenkoningen in Brussel hadden de reputatie makkelijk omkoopbaar te zijn bij het vervalsen van genealogieën. De archieven in Merksem geven een juistere toedracht.
Op 3 december 1773 verleende Karel III van Spanje aan Lorenzo Beyens de erfelijke titels van Graaf van Villamar en Burggraaf van San Lorenzo. Vijf jaar later verwierf Lorenzo de belangrijke politieke functie van 'Sindico Personero', of 'vertegenwoordiger van het volk' in Cadiz en op 4 juli 1779 werd hij ridder in de Orde van Karel III. Nu ze een adellijke status hadden bereikt, verlieten de telgen Beyens de handel en werden ze grootgrondbezitter of officier bij de Gardes Wallonnes. Dit was het geval voor Lorenzo Jozef en Jozef Maria, beiden zonen van Lorenzo Beyens en zijn echtgenote geboren Huwijn. Verdere nazaten bleven tot in de 20ste eeuw in Cádiz wonen, als officieren of ingenieurs. 

## Noot
1. ↑  Wout Van Putten, De familie Beyens, een Vlaams-Gaditaanse handelaarsfamilie in de 18de eeuw, p. 67